# Dépression respiratoire
La dépression respiratoire est une anomalie des centres de la stimulation de la respiration.

## Description
La dépression respiratoire est une insuffisance respiratoire d'apparition assez brutale, avec polypnée superficielle (mouvements respiratoires trop rapides et de faible amplitude), hypoxémie (diminution du taux d'oxygène dans le sang), hypercapnie (augmentation du taux de CO2 dans le sang), pouvant provenir d'une maladie ou d'une prise médicamenteuse, ou les deux associés. Cela peut déboucher sur un état de choc cardiogénique et peut être fatal.

## Mécanisme
Certains centres nerveux du tronc cérébral stimulent le mouvement respiratoire et adaptent sa fréquence au besoin en oxygène de l'organisme  ou à la quantité de CO2 à évacuer du sang. 
Des dysfonctionnements de ces centres — ou des perturbations des informations qu’ils reçoivent — peuvent conduire à la dépression respiratoire.
Le « coup du lapin », par exemple, peut être mortel car il décale l'une des vertèbres cervicales (l'axis), qui vient alors compresser ces centres, ce qui compromet la respiration[réf. nécessaire].

## Causes
De nombreux médicaments ou drogues (notamment la morphine et ses dérivés) dépriment les centres respiratoires, potentiellement jusqu'à la mort. C'est l'un des principaux dangers de l'overdose.